# Rumex crispus
Rumex crispus L. è una pianta appartenente alla famiglia delle Poligonacee.

## Etimologia
Il nome del genere deriva dal latino rumex= lancia mentre l'epiteto specifico crispus fa riferimento alla caratteristica delle foglie di avere i bordi increspati.

## Descrizione
Pianta perenne, altamente infestante, alta da 40 cm ad 1 m.; portamento cespitoso; fusto eretto; rizoma a fittone carnoso/legnoso che può affondare nel terreno fino a 80 cm. di profondità; foglie basali, con picciolo mediamente lungo e appiattito,  a rosetta lanceolate con apice acuto, le foglie del fusto sono piccole con picciolo ridotto; i fiori ermafroditi appaiono a primavera inoltrata,  riuniti in racemi verde-rossicci emergenti dalle ascelle fogliari superiori formano una pannocchia densa e lunga; il frutto è un achenio subovoidale a base ed apice acuti, racchiuso da tre tepali interni del fiore.  Fiorisce da giugno a luglio.

## Biologia
L'impollinazione avviene per via anemofila.

## Distribuzione e habitat
La specie è ampiamente distribuita in Europa, Nord Africa e Asia
In Italia è presente su tutto il territorio, nei luoghi freschi ed umidi fino alle regioni submontane.